# فراء (مهنة)

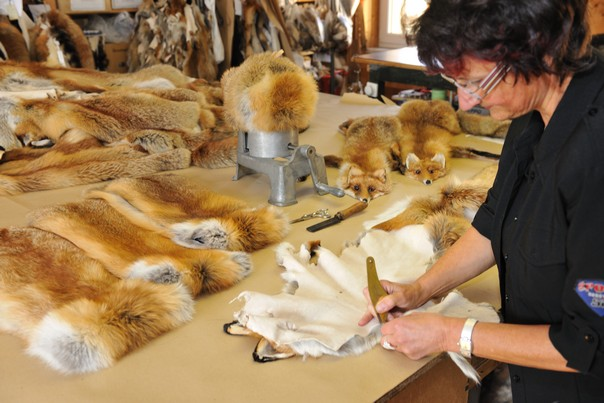
الفراء يقطع بطانية ثعلب أحمر

الفراء هو حرفي يقوم بتحويل جلود وفرو الحيوانات إلى ملابس فرو ومنتجات أُخَر.